# クルト・オッペルト
クルト・オッペルト（Kurt Oppelt、1932年3月18日 - 2015年9月16日）は、オーストリア出身の男性フィギュアスケート選手。1956年コルティナダンペッツォオリンピックペア金メダリスト。1956年世界フィギュアスケート選手権ペアチャンピオン。パートナーはエリザベート・シュバルツ。

## 経歴
- 1956年コルティナダンペッツォオリンピックでペア金メダルを獲得。
- 1956年世界フィギュアスケート選手権優勝。

## 主な戦績

### ペア
| 大会/年      | 50-51 | 51-52 | 52-53 | 53-54 | 54-55 | 55-56 |
| ------------ | ----- | ----- | ----- | ----- | ----- | ----- |
| オリンピック |       | 9     |       |       |       | 1     |
| 世界選手権   | 7     | 7     | 6     | 3     | 2     | 1     |
| 欧州選手権   |       | 7     | 3     | 2     |       | 1     |

### シングル
| 大会/年      | 51-52 | 52-53 |
| ------------ | ----- | ----- |
| オリンピック | 11    |       |
| 世界選手権   |       | 11    |